# Zakřany
Zakřany (deutsch Sakerschan, früher Zakrzan) ist eine Gemeinde in Tschechien. Sie liegt fünf Kilometer südwestlich von Rosice und gehört zum Okres Brno-venkov.

## Geographie
Zakřany befindet sich in der Bobravská vrchovina. Das als Rundling angelegte Dorf liegt in einer vom Bach Zakřanský potok durchflossenen seichten Mulde. Einen Kilometer nördlich führt die Staatsstraße I/23 von Třebíč nach Rosice vorbei. Dahinter liegt das Tal der Habřina, durch das die Bahnstrecke Střelice–Okříšky führt.
Nachbarorte sind Mariánské Údolí im Norden, Zastávka, Nivky und Důl Ferdinand im Nordosten, Babice u Rosic im Osten, Horní Kolonie und Zbýšov im Südosten, Mašinka, Zaraženský Dvůr und Oslavany im Süden, Čučice und Lukovany im Südwesten, Sudice im Westen sowie Vysoké Popovice, Příbram na Moravě und Příbramský Mlýn im Nordwesten.

## Geschichte
Die erste schriftliche Erwähnung des Ortes erfolgte im Jahre 1350, als Oldřich von Zakřany zwei Huben Land Wilhelm von Skalitz Frau Katharina schenkte. Das Dorf war der Sitz des Landadelsgeschlechts von Zakřany, später wechselten sich zahlreiche andere Geschlechter als Besitzer ab und das Dorf wurde an die Herrschaft Rossitz angeschlossen. Beim Verkauf der Rossitzer Herrschaft durch Katharina von Kukwitz an Bohunka von Pernstein im Jahre 1524 wurde Zakřany ausdrücklich aufgeführt. in Lukovany erlosch in der ersten Hälfte des 17. Jahrhunderts. Bis zur Mitte des 19. Jahrhunderts blieb Zakřany immer zu Rossitz untertänig.
Nach der Aufhebung der Patrimonialherrschaften bildete Zakřany ab 1850 einen Ortsteil der Gemeinde Popovice im Brünner Bezirk. Der hölzerne Glockenturm am Dorfanger wurde 1856 durch eine gemauerte Kapelle ersetzt. 1874 bildete Zakřany eine eigene politische Gemeinde. Im Jahre 1876 wurde die neue Schule errichtet. 1888 erfolgte der Abbruch der durch den Schulbau zugestellten Kapelle und an ihrer Stelle entstand ein größerer Neubau. Die Straße nach Lukovany entstand 1897. Die Bewohner des Dorfes arbeiteten in den Steinkohlengruben von Zbýšov oder betrieben Landwirtschaft. 1921 wurde die Gemeinde dem Okres Brno-venkov zugeordnet. In den 1920er Jahren entstanden in Zakřany 45 neue Häuser. Im Jahre 1930 lebten in Zakřany 1006 Menschen. 1950 hatte das Dorf 950 Einwohner. Seit 1948 gehörte Zakřany zum Okres Rosice. Nach der Aufhebung des Okres Rosice kam Zakřany 1961 zum Okres Brno-venkov zurück.

## Gemeindegliederung
Für die Gemeinde Zakřany sind keine Ortsteile ausgewiesen.

## Sehenswürdigkeiten
- Kapelle des hl. Donatus, errichtet 1888 anstelle eines Vorgängerbaus aus dem Jahre 1856